# Játék életre-halálra (film, 2001)
A Játék életre-halálra (eredeti címe: Series 7: The Contenders) 2001-es amerikai fekete humorú, szatirikus vígjáték, amelyet Daniel Minahan írt és rendezett. A produkció főbb szerepeiben Brooke Smith, Glenn Fitzgerald és Marylouise Burke. 2001. január 20-án mutatták be a Sundance Filmfesztiválon. Magyarországon videokazettán jelent meg 2001. június 28-án.

## Cselekmény
A film egy valóságshow-sorozat hetedik szériáját mutatja be, és egy alternatív jövőben játszódik, ahol az 1990-es évek polgárháborúja miatt az USA diktatúrává vált. Minden államot egy-egy zónára osztanak, élükön az Ellenőrzési Minisztériummal, aki a valóságshowt is irányítja. Öt új versenyzőt választanak ki véletlenszerű sorsolással a szegényebb zónákból, akik az előző széria győztesével együtt megmérkőznek. A versenyzők a játék kezdetén egyetlen pisztolyt kapnak, a nyertes az utolsó életben maradt ember. A versenyzők nem tudnak megszökni, mert robbanószerkezetet ültettek beléjük. Az a versenyző, aki három fordulót nyer a játékban, megszabadul a játéktól.
A hatodik széria nyertese, Dawn, aki nyolchónapos terhes, eddig kétszer győzött a játékban. Új versenyző Jeffrey, aki középiskolás szerelme volt és rákos beteg. Jeffrey megkéri Dawnt, hogy végezzen vele, ezért Dawn elmegy gyógyszerért, hogy Jeffrey túladagolhassa magát. Egy másik versenyző, Anthony, megpróbál elmenekülni a kislányával, de súlyosan megsérül. Mikor kórházba megy, Connie, aki szintén versenyző, halálos injekcióval megöli. Anthony halála után a megmaradt versenyzők üzenetet kapnak, hogy találkozzanak valakivel az Undergroundtól egy helyi bevásárlóközpontban, aki segítséget ígér a játékból való kiszabaduláshoz. 
A biztonságiak elkobozzák Franklin pisztolyát, ezért mikor szembekerül az agresszív Lindsay-vel, puszta kézzel agyonveri. Franklin bejelenti, hogy a show-t megbundázták, de mielőtt elmagyarázhatná, Connie megöli. Dawn követi Connie-t az otthonába, de megindul a szülés. Connie vonakodva segít a szülésben, Dawnt pedig egy helyi kórházba szállítják. A kisbabát, egy kislányt, Jeffrey-nek nevezi el, de a játékszabályok miatt nem sokkal a születés után elveszik tőle. A vetélytárs Jeffrey szintén a kórházban van egy öngyilkossági kísérletet követően, miután Dawn nem tért vissza a gyógyszerekkel. Connie újabb halálos injekcióval próbálkozik, de Jeffrey, aki most már élni akar, lelövi és megöli. Dawn Jeffrey szobájába rohan, ahol rájönnek, hogy ők az utolsó két versenyző. Megállapodnak, hogy egy semleges helyen találkoznak a végső leszámolásra. Ott megvallják egymás iránti szerelmüket, és az őket követő kamerastábok ellen fordulnak.
A sorozat fináléjában Dawn és Jeffrey a biztonsági kamerák felvételein és a nézők tippjein keresztül eljut egy moziba. Ott a tévéstábtól elkobzott kamerák segítségével felveszik, ahogy túszul ejtik a mozi nézőit, és követelik Dawn gyermekének visszaadását. Ekkor a narrátor tájékoztatja a műsor nézőit, hogy a fennmaradt felvételek elvesztek, és az eseményeket rekonstruálták. A Dawnt és Jeffreyt játszó színészek a műsor egyik hivatalos személyével láthatóak. "Jeffrey" ismét beleegyezik, hogy "Dawn" megölje őt, de mielőtt megtehetné, megjelenik "Doria", Jeffrey felesége, és megöli "Dawnt", mondván, hogy még mindig szereti Jeffreyt. A kétségbeesett "Jeffrey" ezután lelövi magát. A filmet a közelgő 8. sorozat promója zárja, amely a börtönben mutatja Doriát, aki tagadja, hogy bárkit is megölt volna, és elárulja, hogy Jeffrey túlélte, és most ő a regnáló bajnok.

## Szereplők
| Szerep           | Színész                 | Magyar hangja |
| ---------------- | ----------------------- | ------------- |
| Dawn Lagarto     | Brooke Smith            | Nyakó Júlia   |
| Anthony Reilly   | Michael Kaycheck        | n.a           |
| Lindsay Berns    | Merritt Wever           | n.a           |
| Franklin James   | Richard Venture         | n.a           |
| Connie Trabucco  | Marylouise Burke        | n.a           |
| Jeffrey Norman   | Glenn Fitzgerald        | n.a           |
| Pat operatőre    | Tom Gilroy              | n.a           |
| Doria Norman     | Angelina Phillips       | n.a           |
| Sheila Berns     | Donna Hanover           | n.a           |
| Bob Berns        | Danton Stone            | n.a           |
| Nathan           | Alex Yershov            | n.a           |
| Michelle Reilly  | Nada Despotovich        | n.a           |
| Craig            | Stephen Michael Rinaldi | n.a           |
| orvos            | Joseph Barrett          | n.a           |
| Dairy Mart Clerk | Mark Woodbury           | n.a           |
| kommentátor      | Will Arnett             | n.a           |

## Fogadtatás

### Kritikai visszhang
A filmet általánosságban jól fogadta a kritika. A Rotten Tomatoeson 71%-os minősítést ért el 84 értékelés alapján, az összefoglaló szerint: „A Játék életre-halálra nem büszkélkedhet nagy nevű sztárokkal, mégis meglepően jól játszanak benne. Időzítése kifogástalan, sötét humora árnyékot vet a mai valóságshow-k élvezetére és népszerűségére.” Desson Thomson a Washington Posttól azt írta: „Annyira vicces, amennyire Christopher Guest közreműködése nélkül is elvárható.” Stephen Hunter szintén a Washington Posttól azt írta: „Addig csábít minket, amíg átkozott fekete szívünkkel eljutunk oda, hogy tényleg érdekel bennünket, ki nyer.” Roger Ebert szerint „a filmnek egyetlen vicce van, és azt túl gyakran, túl sokáig meséli.”
A MetaCritic 55 pontot adott a 100-ból 29 értékelés alapján. Lou Lumenick a New York Posttól azt írta: „A valóságshow-k legpusztítóbb paródiája Albert Brooks 1978-as Ilyen az élet?! című filmje óta.” Jonathan Rosenbaum a Chicago Readertől azt írta: „Daniel Minahan író-rendező rendkívül felületes szatírája a valóságshow-król, amely a legtöbb erőfeszítést arra fordítja, hogy a lehető legjobban hasonlítson egy igazi tévéműsorra.” Kenneth Turan a Los Angeles Timestól azt írta: „A Játék életra-halálra egyre kevésbé vonzza a nézőket, és a legerősebb érzés, amit a sorozat kelt, az a szenvedélyes vágy, hogy csatornát váltsunk és továbblépjünk.”

### Bevétel adatai
A Box Office Mojo szerint a film 300 ezer dolláros bevételt ért el, a költségvetésről nincs adat.